# فيسنتي ألفاريز
فيسنتي ألفاريز (بالإسبانية: Vicente Álvarez Areces )‏ (و. 1943 – 2019 م) هو سياسي، ورياضياتي إسباني، ولد في خيخون، كان عضوًا في حزب العمال الاشتراكي الإسباني، توفي في خيخون، عن عمر يناهز 76 عاماً، بسبب احتشاء الدماغ.

## مناصب
تولى منصب عضو مجلس الشيوخ الإسباني ‏ (13 ديسمبر 2011–16 يناير 2019)
- رئيس إمارة أستورياس  [لغات أخرى]‏ (20 يوليو 1999–15 يوليو 2011)
- عمدة خيخون  [لغات أخرى]‏ (30 يونيو 1987–3 يوليو 1999).

## التعليم
تعلم في جامعة سانتياغو دي كومبوستيلا.